# Ньирабашици, Сара Матеке
Сара Матеке Ньирабашици (англ. Sarah Mateke Nyirabashitsi; 15 июля 1974, Кимоно — 7 сентября 2024, Кампала) — угандийский политический и государственный деятель, педагог, член парламента Уганды с 2011 года, государственный министр по гендерным вопросам, труду, социальному развитию и молодёжи Уганды с 2021 года.

## Биография
Дочь политика. Окончила Христианский университет Уганды. Член Движения национального сопротивления.
Работала в городском совете Кисоро. Была председателем совета попечителей Столичного международного университета в Кампале и председателем совета директоров Института столичного менеджмента Макерере, в состав которого входят кампусы в Кисоро и других городах по всей Уганде.
Умерла от сердечного приступа в Кампале 7 сентября 2024 года в возрасте 50 лет.